# Tupá skala
Tupá skala (770 m) – szczyt Pogórza Orawskiego na Słowacji. 
Tupá skala wznosi się wśród pól po północnej stronie zabudowań wsi Vyšný Kubín. Jest dobrze widoczna z biegnącej przez Vyšný Kubín drogi krajowej nr 59, oraz z drogi łączącej Vyšný Kubín i Leštiny. Na jej szczycie zamontowano maszty kilku przekaźników radiowokomunikacyjnych, a także majestatyczny metalowy, dwuramienny greckokatolicki krzyż – Pomnik Słowackiego Krzyża Jedności Ekumenicznej. Zbudowana jest ze skał wapiennych. Na południe opada ścianą o długości około 300 m i wysokości do 50 metrów. Jej szczyt mimo niewielkiej wysokości jest dobrym punktem widokowym. Widoczna z niego jest prawie cała Dolna Orawa i szczyty Małej Fatry, Tatr Zachodnich, Gór Choczańskich z Wielkim Choczem oraz Magura Orawska z Kubińską Halą.
Na Tupej skale rośnie szereg gatunków rzadkich roślin wapieniolubnych. Nie prowadzi na nią żaden szlak turystyczny, można jednak dojść do skały i na jej szczyt nieznakowanymi ścieżkami. Tuż po wschodniej stronie Tupej znajduje się druga wapienna skała – Ostrá skala.
Ostrá skala i Tupá skala są od 1972 r. obszarem chronionym (3 i 4 stopień ochrony) o powierzchni 22,3 ha i strefie ochronnej 12,98 ha. 

## Odkrycia archeologiczne
W drugiej połowie XX wieku Pavol Čaplovič prowadził badania archeologiczne na obydwu skałach. Stwierdził pozostałości grodu. Otoczona ziemnym wałem brama wjazdowa do grodu znajdowała się na szczycie skały, po północno-wschodniej stronie. Najstarsze ślady grodu pochodziły z okresu kultury łużyckiej (epoka brązu), ale najintensywniej zamieszkiwany był w okresie halsztackim. Jego ufortyfikowany obszar miał rozmiar 200 × 400 m. Wewnątrz kamiennego muru znajdowały się stojące rzędami domy z drewnianych bali. Łącznie było około 300 mieszkań. Oprócz drewnianych domów był murowany z piaskowca gród o wysokości 10 m. Na szczycie miał rampę i palisadę. Przykryty był drewnianym dachem. Znaleziono typowe dla kultury halsztackiej kawałki ceramiki, resztki tkanin, wyroby z kości. Na uwagę zasługują przedmioty metalowe: klamra pasa, dłuto z brązu, żelazne stemple, brązowa okrągła tarcza. Znaleziono także typowe dla grupy plemion orawskich scytyjskie trójkątne zatrzaski.
Pod południową ścianą Tupej skały odkryto halsztacki cmentarz z 16 mogiłami i 44 urnami. Wygaśnięcie osadnictwa na Tupej skale prawdopodobnie związane było z najazdem obcych plemion.

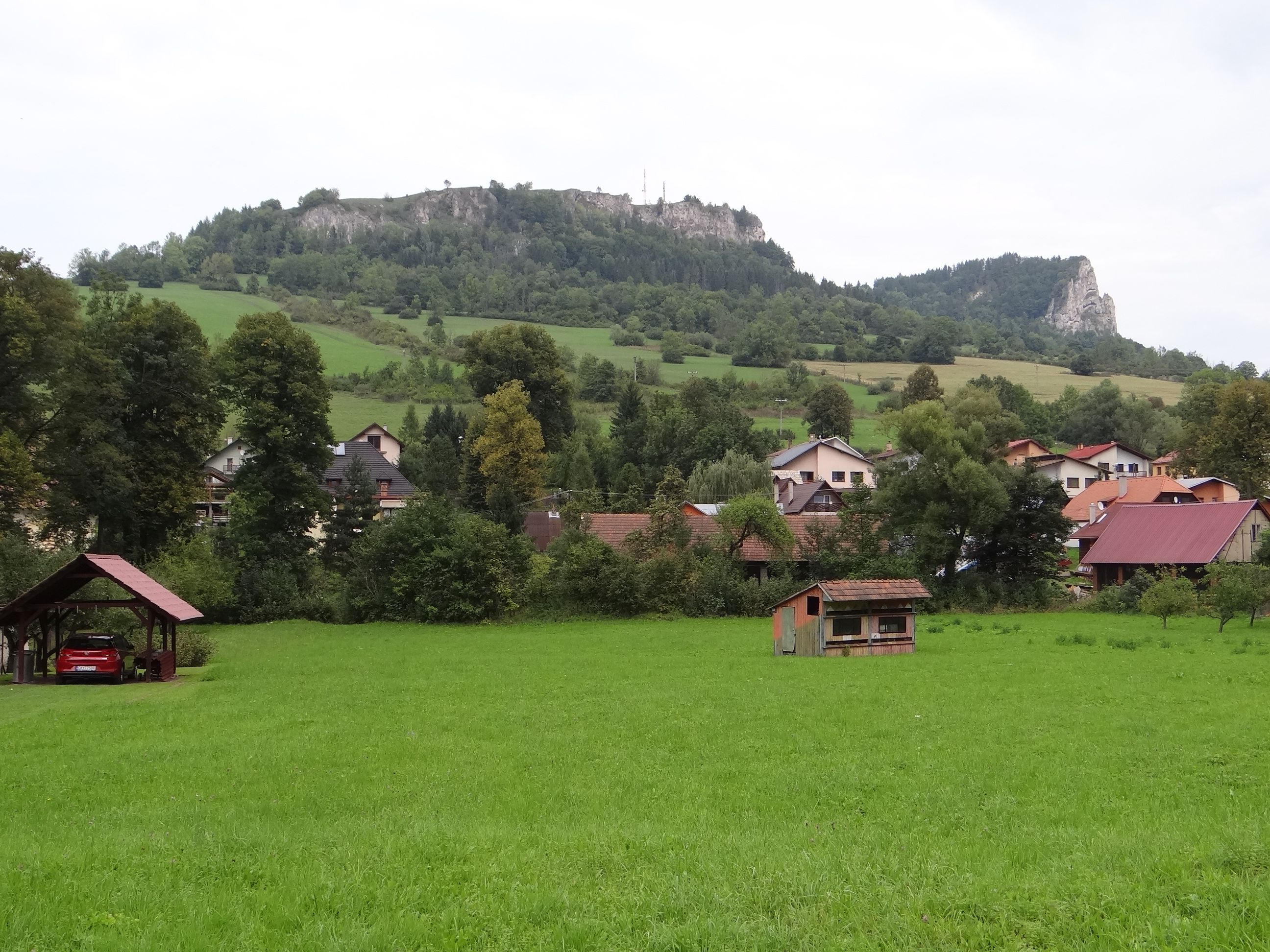
Tupá skala i Ostrá skala